# Список высших учебных заведений Саратовской области
В список высших учебных заведений Саратовской области включены образовательные учреждения высшего и высшего профессионального образования, находящиеся на территории Саратовской области и имеющие действующую лицензию на образовательную деятельность. Список вузов приведён в соответствии с данными сводного реестра лицензий, в список филиалов включены организации, участвовавшие в мониторинге Министерства образования и науки Российской Федерации 2017 года. По состоянию на 13 июля 2017 года в Саратовской области действующую лицензию имели 8 вузов и 13 филиалов.
Филиалы вузов, головные организации которых находятся в иных субъектах федерации, сгруппированы в отдельном списке. Порядок следования элементов списка — алфавитный.

## Список высших образовательных учреждений
| Название                                                                     | Категория         | Статус      | Год основания | Месторасположение | Число студентов |
| ---------------------------------------------------------------------------- | ----------------- | ----------- | ------------- | ----------------- | --------------- |
| Саратовская православная духовная семинария                                  | негосударственный | семинария   | 1830          | Саратов           |                 |
| Саратовская государственная консерватория                                    | государственный   | академия    | 1912          | Саратов           | 520             |
| Саратовская государственная юридическая академия                             | государственный   | академия    | 1931          | Саратов           | 11109           |
| Саратовский военный институт войск национальной гвардии Российской Федерации | государственный   | институт    | 1932          | Саратов           |                 |
| Саратовский государственный аграрный университет                             | государственный   | университет | 1913          | Саратов           | 9320            |
| Саратовский государственный медицинский университет                          | государственный   | университет | 1909          | Саратов           | 6855            |
| Саратовский государственный технический университет                          | государственный   | университет | 1930          | Саратов           | 11138           |
| Саратовский государственный университет                                      | государственный   | университет | 1909          | Саратов           | 18082           |

## Список филиалов высших образовательных учреждений
| Название | Категория         | Статус      | Год основания | Месторасположение | Месторасположение головной организации | Число студентов |
| --- | ----------------- | ----------- | ------------- | ----------------- | -------------------------------------- | --------------- |
| Балаковский инженерно-технологический институт (филиал Национального исследовательского ядерного университета «МИФИ») | государственный   | институт    | 2013          | Балаково          | Москва                                 | 1102            |
| Балаковский филиал Саратовская государственная юридическая академия                                                   | государственный   | академия    | 1999          | Балаково          | Саратов                                | 440             |
| Балаковский филиал Российской академии народного хозяйства и государственной службы                                   | государственный   | академия    | 1998          | Балаково          | Москва                                 | 1163            |
| Балашовский институт (филиал Саратовского государственного университета)                                              | государственный   | институт    | 1998          | Балашов           | Саратов                                | 1912            |
| Поволжский институт (филиал Всероссийского государственного университета юстиции)                                     | государственный   | институт    | 1993          | Саратов           | Москва                                 | 462             |
| Поволжский институт управления (филиал Российской академии народного хозяйства и государственной службы)              | государственный   | институт    | 1922          | Саратов           | Москва                                 | 5252            |
| Поволжский кооперативный институт (филиал Российского университета кооперации)                                        | негосударственный | институт    | 1962          | Энгельс           | Мытищи                                 | 1647            |
| Поволжский филиал Московского государственного университета путей сообщения                                           | государственный   | университет | 1956          | Саратов           | Москва                                 |                 |
| Саратовский филиал Современной гуманитарной академии                                                                  | негосударственный | академия    |               | Саратов           | Москва                                 | 2233            |
| Филиал в Вольске Института экономики и антикризисного управления                                                      | негосударственный | институт    |               | Вольск            | Москва                                 |                 |
| Филиал в Саратове Медицинского университета «Реавиз»                                                                  | негосударственный | университет | 1993          | Саратов           | Самара                                 | 1251            |
| Энгельсский технологический институт (филиал Саратовского государственного технического университета)                 | государственный   | институт    | 1956          | Энгельс           | Саратов                                | 1155            |